# Bodrum FK
Der Bodrum Futbol Kulübü Anonim Şirketi, auch bekannt unter Bodrumspor, ist ein türkischer Fußballverein aus der westtürkischen Stadt Bodrum der Provinz Muğla und wurde hier 1931 gegründet. Ihre Heimspiele bestreitet die Mannschaft im Bodrum İlçe Stadyumu mit 3925 Sitzplätzen. Die Vereinsfarben sind grün-weiß. Ob der Verein der gleiche Verein ist, der in der türkischen Drittligasaison 1995/96 als Bodrumspor am Wettbewerb teilnahm, oder ein Nachfolgeverein vom historischen Bodrumspor ist, ist unbekannt.

## Geschichte

### Gründung
Der Verein wurde 1931 unter der Schirmherrschaft von Derviş Görgün, der zu diesem Zeitpunkt auch als Fußballspieler für den Verein aktiv war, als Bodrum Spor Kulubü oder kurz Bodrumspor gegründet. Als Vereinsfarben wurden damals rot-gelb gewählt, wurden aber später in die heutige Form als grün-weiß geändert. Nach der Vereinsgründung spielte der Verein lange Jahre in den örtlichen Amateurligen.

### Einstieg in den Profifußball
Im Sommer 1995 erreichte der Verein den Aufstieg in die Türkiye 3. Futbol Ligi, in die damals dritthöchste türkische Profiliga, und damit die erste Teilnahme am Profifußball. Die Drittligasaison 1995/96 beendete der Verein als Tabellenletzter und stieg damit bereits nach einer Saison wieder in die Amateurliga ab.

### Namensänderung in BB Bodrumspor
Nach dem Abstieg aus der 3. Futbol Ligi zum Sommer 1996 wurde es still um den Verein. Zwischen 1996 und 2013 übernahm die Stadtverwaltung von Bodrum den Verein oder gründete den Verein neu. Um die Beteiligung der Stadtverwaltung zu unterstreichen und auch den Bezug zum alten Verein deutlich zu machen, wurden beide Institutionen in den neuen Vereinsnamen Bodrum Belediyesi Bodrumspor aufgenommen. Dabei steht Bodrum Belediyesi für Stadtverwaltung Bodrum und Bodrumspor für den ehemaligen Sportverein.

### Aufstieg in die TFF 3. Lig
Nach dem Einstieg der Stadtverwaltung gelang dem Verein die Teilnahme an der Bölgesel Amatör Lig, der fünfthöchsten türkischen Spielklasse und der höchsten türkischen Amateurklasse. Hier spielte der Verein in der Saison 2012/13 lange Zeit um die Meisterschaft mit, beendete sie aber hinter Kızılcabölükspor als Vizemeister und verpasste so den Aufstieg in die viertklassige TFF 3. Lig. Die nachfolgende Saison belegte der Verein zwar im Saisonverlauf immer einen oberen Tabellenplatz, blieb aber chancenlos in der Meisterschaft. Erst mit der Saison 2014/15 erreichte der Verein die Meisterschaft und damit den Aufstieg in die TFF 3. Lig.

### Aufstieg in die TFF 2. Lig
Die Saison 2016/17 beendete die Mannschaft die Liga als Meister und stieg damit in die drittklassige TFF 2. Lig auf. Im Dezember 2020 wurde aus Bodrum Belediyesi Bodrumspor wieder Bodrumspor.
Die Saison 2021/22 beendete die Mannschaft die Liga als Viertplatzierter und stieg infolge des Gesamtsieges in den Playoffs in die zweitklassige TFF 1. Lig auf.

### Aufstieg in die Süper Lig
Die Saison 2023/24 beendete die Mannschaft die Liga als Viertplatzierter und stieg infolge des Gesamtsieges in den Playoffs erstmalig in der Clubgeschichte in die erstklassige Süper Lig auf.

## Kader Saison 2024/25
| Nr. |                | Position | Name               |
| --- | -------------- | -------- | ------------------ |
| 1   | Portugal       | TW       | Diogo Sousa        |
| 22  | Turkei         | TW       | Kerem Ersunar      |
| 53  | Turkei         | TW       | Gökhan Akkan       |
| 54  | Turkei         | TW       | Rüzgar Adıyaman    |
| 6   | Turkei         | AB       | Süleyman Özdamar   |
| 15  | Albanien       | AB       | Arlind Ajeti       |
| 23  | Turkei         | AB       | Üzeyir Ergün       |
| 29  | Martinique     | AB       | Christophe Hérelle |
| 33  | Tschechien     | AB       | Ondřej Čelůstka    |
| 34  | Turkei         | AB       | Ali Aytemur        |
| 70  | Turkei         | AB       | Ege Bilsel         |
| 77  | Turkei         | AB       | Cenk Şen           |
| 95  | Turkei         | AB       | Oğulcan Başol      |
| 4   | Turkei         | MF       | Erkan Değişmez     |
| 5   | Turkei         | MF       | Tayla Antalyalı    |
| 10  | Nordmazedonien | MF       | Enis Bardhi        |

| Nr. |                              | Position | Name               |
| --- | ---------------------------- | -------- | ------------------ |
| 14  | Turkei                       | MF       | Tunahan Akpınar    |
| 16  | Angola                       | MF       | Fredy              |
| 21  | Turkei                       | MF       | Ahmet Aslan        |
| 26  | Ghana                        | MF       | Musah Mohammed     |
| 30  | Turkei                       | MF       | Mustafa Erdilman   |
| 88  | Turkei                       | MF       | Bilal Güven        |
| 91  | Turkei                       | MF       | Enes Öğrüce        |
| 7   | Bulgarien                    | ST       | Sdrawko Dimitrow   |
| 9   | Rumänien                     | ST       | George Pușcaș      |
| 11  | Kongo Demokratische Republik | ST       | Jonathan Okita     |
| 19  | Ghana                        | ST       | Haqi Osman         |
| 20  | Portugal                     | ST       | Pedro Brazão       |
| 41  | Turkei                       | ST       | Gökdeniz Bayrakdar |
| 48  | Turkei                       | ST       | Celal Dumanlı      |
| 99  | Albanien                     | ST       | Taulant Seferi     |

Letzte Aktualisierung: 15. Juni 2025

## Erfolge
- Meister der BAL und Aufstieg in die TFF 3. Lig (Ligahöhe: 4. Liga, da die 1. Ligahöhe (Süper Lig) von der Nummerierung ausgeschlossen ist): 2014/15
- Meister der TFF 3. Lig und Aufstieg in die TFF 2. Lig (Ligahöhe: 3. Liga): 2016/17
- Drittplatzierter sowie Gesamtsieger der Aufstiegs-Playoffs – mit den Zweit- bis Fünftplatzierten der beiden Staffeln – der TFF 2. Lig und Aufstieg in die TFF 1. Lig (Ligahöhe: 2. Liga): 2021/22
- Viertplatzierter sowie Gesamtsieger der Aufstiegs-Playoffs – mit den Dritt- bis Siebtplatzierten – der TFF 1. Lig und Aufstieg in die Süper Lig (Ligahöhe: 1. Liga): 2023/24

## Ligazugehörigkeit
- 1. Liga: Seit 2024
- 2. Liga: 2022–2024
- 3. Liga: 1995–1996, 2017–2022
- 4. Liga: 2015–2017
- Amateurligen: bis 1995, 1996–2015